# 柯拱北
柯拱北（1458年—？），字斗南，四川成都後衛軍籍，福建興化府莆田縣人，明朝政治人物。

## 生平
四川鄉試第二十四名舉人，弘治六年（1493年）中式癸丑科會試第八十七名，三甲第七十八名進士。

## 家族
曾祖柯原方；祖父柯本耕；父柯俊，母陳氏。